# Configuratiemanagement
Configuratiemanagement (CM) is een proces in de systeemkunde voor het vaststellen en onderhouden van een product of object, waarbij men functionele en fysieke kenmerken kan aangeven met vereisten en operationele informatie gedurende de levenscyclus.

## Beschrijving
Het CM-proces wordt breed toegepast in het leger, daarbuiten ook in de ICT-dienstverlening waar het wordt gedefinieerd door ITIL. CM wordt tevens toegepast in de civiele en industriële techniek voor bijvoorbeeld wegen, bruggen, kanalen en gebouwen.
Er zijn vier deelgebieden van CM gedefinieerd:
1. Configuratie-item (CI)
2. Configuratiebeheer (CB)
3. Configuratiestatus (CS)
4. Configuratie-audit (CA)

Bovenstaande termen verschillen per standaard, maar zijn essentieel gelijk.

## Methoden
ITIL beschrijft het gebruik van een Configuratiebeheersysteem (CMS) of Configuratiemanagementdatabase (CMDB) als middel en best practice voor configuratiemanagement.
Voor een functioneel configuratiemanagement moet de stand van elk object op een eenduidige manier worden aangegeven. Handmatige procedures zijn methoden die geen versiebeheer of configuratie vertegenwoordigen of CM-beheer mogelijk maken.
Voor geautomatiseerd CM-beheer gebruikt men verschillende software. Enkele voorbeelden zijn:
- Ansible
- Azure DevOps Server (voorheen Team Foundation Server)
- Bazaar
- CodeBeamer
- Git
- Puppet